# Corpuscle renal
El corpuscle renal o corpuscle de Malpighi (en la seva accepció renal) és una formació del nefró, en el començament, constituïda per un glomèrul renal i la càpsula de Bowman; i és el seu component de filtratge inicial. Està constituït per: Glomèrul renal i càpsula de Bowman. Fou descrit per primer cop per Marcello Malpighi al segle xvii.